# Canton de Petit-Canal
Le canton de Petit-Canal est une circonscription électorale française située dans le département et région de la Guadeloupe.

## Histoire
Un nouveau découpage territorial de la Guadeloupe entre en vigueur à l'occasion des premières élections départementales suivant le décret du 24 février 2014. Les conseillers départementaux sont, à compter de ces élections, élus au scrutin majoritaire binominal mixte. Les électeurs de chaque canton élisent au Conseil départemental, nouvelle appellation du Conseil général, deux membres de sexe différent, qui se présentent en binôme de candidats. Les conseillers départementaux sont élus pour 6 ans au scrutin binominal majoritaire à deux tours, l'accès au second tour nécessitant 12,5 % des inscrits au 1er tour. En outre la totalité des conseillers départementaux est renouvelée. Ce nouveau mode de scrutin nécessite un redécoupage des cantons dont le nombre est divisé par deux avec arrondi à l'unité impaire supérieure si ce nombre n'est pas entier impair, assorti de conditions de seuils minimaux. Dans la Guadeloupe, le nombre de cantons passe ainsi de 40 à 21. Le canton de Petit-Canal est agrandi par ce décret, passant de 1 à 3 communes.

## Représentation

### Représentation avant 2015
| Période                                                 | Période | Identité                       | Étiquette                 | Qualité                                                                                                 |
| ------------------------------------------------------- | ------- | ------------------------------ | ------------------------- | --- |
| 1951                                                    | 1970    | Médard Albrand                 | Rad-Soc → RPF → UNR → UDR | Commerçant Maire de Petit-Canal (1935-1967) Président du Conseil général (1943-1945) Député (1958-1967) |
| 1970                                                    | 1987    | Maximilien Vrécord (1917-1988) | PCG                       | Enseignant Maire de Petit-Canal (1967-1983)                                                             |
| 11 octobre 1987                                         | 2015    | Florent Mitel                  | PCG                       | Enseignant Maire de Petit-Canal (1983-2014)                                                             |
| Les données antérieures ne sont pas encore mentionnées. |         |                                |                           | |

### Représentation depuis 2015
| Période élective | Période élective | Mandat | Mandat   | Identité             | Nuance | Nuance | Qualité |
| ---------------- | ---------------- | ------ | -------- | -------------------- | ------ | ------ | --- |
| 2015             | 2021             | 2015   | 2021     | Marlène Bernard      |        | DVG    | Professeur des écoles à la retraite Vice-Présidente du Conseil Départemental Adjointe au Maire de Port-Louis, membre du PPDG |
| 2015             | 2021             | 2015   | 2021     | Blaise Mornal        |        | PS     | Comptable Maire de Petit-Canal (depuis 2014) Créateur du mouvement "Doubout pou Kannal"                                      |
| 2021             | 2028             | 2021   | en cours | Blaise Mornal        |        | PS     | Conseiller sortant |
| 2021             | 2028             | 2021   | en cours | Martine Potor Didier |        | DVD    | Première adjointe au maire d'Anse-Bertrand                                                                                   |

### Résultats détaillés

#### Élections de mars 2015
Lors des élections départementales de 2015, le binôme composé de Marlène Bernard et Blaise Mornal (PS) est élu au premier tour avec 68,75 % des voix. Le taux de participation est de 50,83 % (8 350 votants sur 16 427 inscrits) contre 44,45 % au niveau départemental et 50,17 % au niveau national.
Marlène Bernard est membre du PPDG.

#### Élections de juin 2021
Le premier tour des élections départementales de 2021 est marqué par un très faible taux de participation (33,26 % au niveau national). Dans le canton de Petit-Canal, ce taux de participation est de 34,01 % (5 674 votants sur 16 685 inscrits) contre 30,59 % au niveau départemental. À l'issue de ce premier tour, deux binômes sont en ballottage : Blaise Mornal et Martine Potor Didier (DVG, 66,62 %) et Victor Arthein et Axelle Kaulanjan (Union à gauche, 33,38 %).
Le second tour des élections est marqué une nouvelle fois par une abstention massive équivalente au premier tour. Les taux de participation sont de 34,36 % au niveau national, 37,59 % dans le département et 42,68 % dans le canton de Petit-Canal. Blaise Mornal et Martine Potor Didier (DVG) sont élus avec 69,13 % des suffrages exprimés (4 581 voix pour 7 124 votants et 16 692 inscrits),,. 

## Composition

### Composition avant 2015
Le canton de Petit-Canal comprenait une commune :
- Petit-Canal

### Composition depuis 2015
Le canton de Petit-Canal comprend désormais trois communes entières.
| Nom                                 | Code Insee | Intercommunalité        | Superficie (km2) | Population (dernière pop. légale) | Densité (hab./km2) | Modifier                                    |
| ----------------------------------- | ---------- | ----------------------- | ---------------- | --------------------------------- | ------------------ | ------------------------------------------- |
| Petit-Canal (bureau centralisateur) | 97119      | CA du Nord Grande-Terre | 70,50            | 8 206 (2022)                      | 116                | modifier les données · modifier les données |
| Anse-Bertrand                       | 97102      | CA du Nord Grande-Terre | 62,50            | 4 232 (2022)                      | 68                 | modifier les données · modifier les données |
| Port-Louis                          | 97122      | CA du Nord Grande-Terre | 44,24            | 5 591 (2022)                      | 126                | modifier les données · modifier les données |
| Canton de Petit-Canal               | 97114      |                         | 177,24           | 18 029 (2022)                     | 102                | modifier les données                        |

## Démographie
En 2022, le canton comptait 18 029 habitants, en évolution de −2,78 % par rapport à 2016 (Guadeloupe : −2,67 %, France hors Mayotte : +2,11 %).
| 2013   | 2018   | 2022   |
| ------ | ------ | ------ |
| 18 922 | 17 983 | 18 029 |